# Козаль-Врх
45°26′ пн. ш. 15°26′ сх. д. / 45.43° пн. ш. 15.44° сх. д.
Козаль-Врх (хорв. Kozalj Vrh) — населений пункт у Хорватії, у Карловацькій жупанії у складі міста Дуга Реса.

## Населення
Населення за даними перепису 2011 року становило 91 осіб.
Динаміка чисельності населення поселення: